# Arlene Klasky
Arlene Klasky (Omaha, 27 de noviembre de 1949) es una animadora, diseñadora gráfica y productora de televisión estadounidense y cofundadora de la empresa Klasky-Csupo con Gábor Csupó. Arlene Klasky es una de las principales impulsoras de la industria televisiva por la programación animada de calidad dedicada al entretenimiento infantil. En 1999, fue nominada a una de las “Top 25 Women in Animation” (25 mejores mujeres en animación) por la publicación impulsora de la industria Animation Magazine. Es muy conocida comúnmente por cocrear la serie animada Rugrats (Aventuras en pañales en América Latina) con su exesposo Gabor Csupo y Paul Germain.

## Historia
Klasky y su socio, Gabor Csupo, conformaron la empresa Klasky Csupo, Inc. en 1982. Combinando sus respectivos talentos en diseño gráfico y animación de personajes probaron ser una fórmula exitosa de larga duración. Hoy en día, sigue trabajando en nuevos proyectos en desarrollo para la televisión y presentaciones. Supervisa los proyectos del estudio en grandes rasgos en una base diaria junto con Csupo. Klasky fue la fuerza creativa detrás de los éxitos de taquillera The Rugrats Movie (Aventuras en pañales: La película) y Rugrats in Paris: The Movie (Rugrats en París: La película).
Klasky desempeñó un rol mayor como cocreadora y productora ejecutiva en la serie ganadora de los premios Emmy en tres ocasiones, Rugrats, y diseño varios de los personajes principales de la serie. Su visión ha inspirado otras producciones distintivas, incluyendo a Rugrats, Aaahh!!! Real Monsters, Santo Bugito, Rocket Power y The Wild Thornberrys.
La carrera diversa de Klasky comparte orígenes comunes con los efectos especiales (parte de la industria cinematográfica). Después de estudiar animación en el Instituto de las artes de California (California Institute of the Arts), Klasky obtuvo su primera experiencia profesional como diseñadora de firmas y logotipos para proyectos arquitectónicos. También entró a la industria musical como diseñadora para grandes sellos discográficos tales como A & M Records.
Después de haber trabajado como directora de arte para revistas y publicidad, Klasky logró la transición a las películas, uniéndose a la empresa legendaria Robert Abel y Asociados realizando gráficos y efectos especiales para películas. Rápidamente progresó al diseño de títulos independientes para New World Pictures y luego para Marks & Marks y California Film, otra compañía que ella cofundó, diseñó promociones al aire, identificaciones para estaciones y títulos gráficos.

## Vida personal
Se casó una vez con su socio de negocios Gábor Csupó, desde antes de comenzar su compañía de animación. Tienen dos hijos juntos desde su matrimonio de 16 años. La pareja registró su divorcio en 1995, y Csupó ha vuelto a casarse. Continúan siendo socios de negocios. La aparición de Tommy Pickles' de Rugrats se basó en su hijo menor Brandon. El nombre de su hijo mayor es Jarrett.

## Klasky Csupo
Formó Klasky Csupo con Gabor en su apartamento de dos habitaciones en Hollywood en 1982. Posteriormente se trasladó a Seward Street en Hollywood. Diseñaron los títulos para 21 Jump Street, Anything But Love, y In Living Color. También produjeron vídeos musicales para Beastie Boys y Luther Vandross. En 1990 iniciaron Rugrats con el episodio piloto no emitido al aire "Tommy Pickles and The Great White Thing" y la serie comenzó a transmitirse en agosto de 1991. Aaahh!!! Real Monsters estrenada en la noche de brujas (Halloween) en 1994, su segunda caricatura emitida en Nickelodeon. En el 2003 desarrolló la derivación All Grown Up! en los Estados Unidos (Los rugrats crecidos en América Latina) cuyas emisiones fueron del 2003 al 2009 en el canal The N, del 2003 al 2006 en Nickelodeon y del 2004 al presente en Nicktoons TV.